# شهرداری جاوا
شهرداری جاوا (به لاتین: Java Municipality) یک منطقهٔ مسکونی در گرجستان است که در شیدا کارتلی واقع شده‌است. شهرداری جاوا ۱٬۴۴۸ کیلومتر مربع مساحت و ۱۰٬۰۰۰ نفر جمعیت دارد.